# Ikarus 211
Ikarus 211 — автобус среднего класса, серийно производившийся венгерской фирмой Ikarus с 1976 по 1990 год.

## История
Первые три экземпляра Ikarus 211 были выпущены в 1974 году. Серийное производство стартовало в 1976 году.
Модель базирована на шасси IFA W50. Изначально высота составляла 2900 мм, с 1978 года высота была увеличена до 3000 мм для увеличения размера окон.
Производство завершилось в мае 1990 года.